# FIB Champions Cup 2011
Champions Cup spelas för 8:de gången i Dina Arena, Sverige. Cupen är arrangerad av Edsbyns IF och Federation of International Bandy och spelas mellan lag från Ryssland och Sverige
Lagen delas in i två grupper om sex lag där man spelar 3 matcher i ett gruppspel. Placeringsmatcher spelas på söndagen där ettan från grupp A möter ettan från grupp B, tvåan möter tvåan och så vidare.